# Ashland County (Ohio)
 For alternative betydninger, se Ashland County. (Se også artikler, som begynder med Ashland County)
Ashland County er et county i den amerikanske delstat Ohio.

## Geografi
Ifølge United States Census Bureauhar amtet et total areal på 1.106 km². 1.100 km² af arealet er land og 6 km² er vand.

## Demografi
Ifølge folketællingen fra 2000, boede der 52,523 personer i amtet. Der var 19,524 husstande med 14,018 familier. Befolkningstætheden var 48 personer pr. km². Befolkningens etniske sammensætning var som følgende 97.54 % hvide, 0.81 % afro-amerikaner, 0.11 % indianer, 0.55 % asiatisk oprindelse, 0.03 % stillehavsørene, 0.21 % anden oprindelse og 0.76 % fra to eller flere grupper.
Der var 19,524 husstande, hvoraf 32.50 % havde børn under 18 år boende. 59.50 % var ægtepar, som boede sammen, 8.50 % havde en enlig kvindelig forsøger som beboer, og 28.20 % var ikke-familier. 24.00 % af alle husstande bestod af enlige, og i 10.30 % af tilfældene boede der en person som var 65 år eller ældre.
Gennemsnitsindkomsten for en hustand var $39.179 årligt, mens gennemsnitsindkomsten for en familie var på $46.306 årligt.